# Dacnis nigripes
El dacnis patinegro o mielero de patas negras (Dacnis nigripes) es una especie de ave paseriforme de la familia Thraupidae, perteneciente al  género Dacnis. Es endémica del sureste de Brasil.

## Distribución y hábitat
Se distribuye de forma muy fragmentada por el litoral sureste de Brasil, desde Espírito Santo, por Río de Janeiro, São Paulo, Paraná, hasta Santa Catarina.
Esta especie es considerada rara en sus hábitats naturales: el dosel y los bordes de bosques húmedos de la Mata Atlántica, principalmente por debajo de los 850 m de altitud.

## Estado de conservación
El dacnis patinegro ha sido calificado como casi amenazado por la Unión Internacional para la Conservación de la Naturaleza (IUCN) debido a que su pequeña población, estimada en 6700 individuos maduros, es bastante fragmentada. Sin embargo, puede ser más común de lo que se pensaba, debido a la confusión con el muy común y semejante Dacnis cayana, muy presente en su área.

## Sistemática

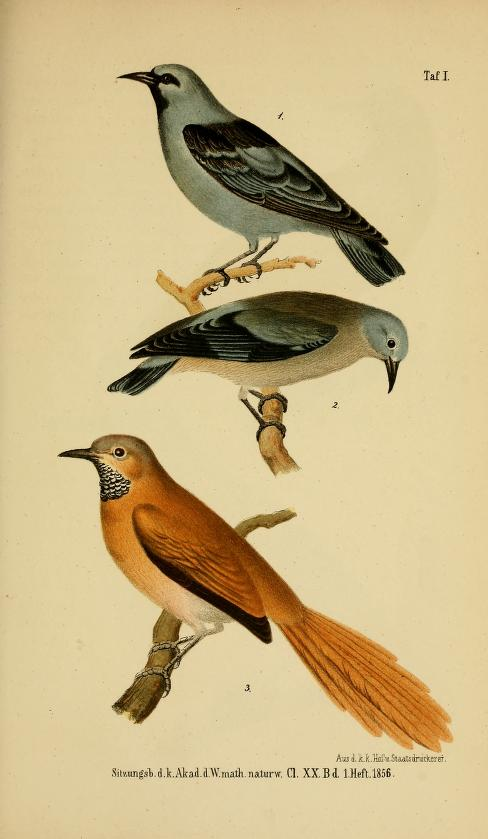
Dacnis nigripes (macho, arriba, hembra, medio), y Synallaxis kollari (abajo), ilustración en Pelzeln Neue und wenig gekannte Arten der kaiserlichen ornithologischen Sammlung, 1856.

### Descripción original
La especie D. nigripes fue descrita por primera vez por el ornitólogo austríaco August von Pelzeln en 1856 bajo el mismo nombre científico; su localidad tipo es: «Río de Janeiro, Brasil».

### Etimología
El nombre genérico femenino Dacnis deriva de la palabra griega «daknis», tipo de ave de Egipto, no identificada, mencionada por Hesiquio y por el gramático Sexto Pompeyo Festo; y el nombre de la especie «nigripes» se compone de las palabras del latín  «niger»: negro, y «pes»: pies.

### Taxonomía
Es monotípica. Los amplios estudios filogenéticos recientes demuestran que la presente especie es pariente próxima de Dacnis albiventris.